# Poecilosoma
Poecilosoma is een geslacht van vlinders van de familie spinneruilen (Erebidae), uit de onderfamilie Arctiinae.

## Soorten
- P. annulatum Draudt, 1915
- P. chrysis Hübner, 1827
- P. eone Hübner, 1827
- P. mapirense Strand, 1915
- P. marginata Walker, 1856
- P. misionum Strand, 1915
- P. nigerrima Walker, 1864
- P. vespoides Schaus, 1905